# ハリー・ガンディー
ハリー・ルーサー・ガンディー(英語: Harry Luther Gandy, 1881年8月13日 - 1957年8月15日)は、アメリカ合衆国の政治家、新聞編集者、牧場主。所属政党は民主党。出身はインディアナ州ウィットリー郡。
サウスダコタ州の新聞界で活躍し、アメリカ合衆国下院議員(SD-3)を3期6年の間務めた。政界引退後は鉱業界のロビイストとして活動した。

## 経歴・人物
1881年8月13日、ガンディーはインディアナ州ウィットリー郡チュルバスコーで、弁護士の父W・S・ガンディーと母エレン・J・ガンディー(旧姓：マシューズ)の間に生まれた。母エレンはガンディーが7歳の時に死去し、父W・S・ガンディーはエミリー・J・ドナルドソンと再婚した。
ガンディーはトリーン大学を卒業して学士 (理学)、サウスダコタ州ラピッドシティに移り、編集者として「ザ・ゲート・シティガイド」で務めた後、地元紙「ワスタ・ガゼット」を発行する新聞社を買収・経営を始めた。
サウスダコタ州上院議員、アメリカ合衆国土地局公金受取人を歴任した後、サウスダコタ州3区から下院議員に選出され、1915年3月4日から1921年3月3日の間議員を務めた。
政界引退後、ガンディーは農業に従事し、牧場経営を行った。1923年、ガンディーは全米石炭協会（NCA）事務局長に就任し、ワシントンD.C.でロビイストとして活動した。1930年に事務局長を辞任し、NCAの会員企業の一つピットストン社に再就職した。瀝青炭生産者委員会の委員長を3年務めた後、ウェストバージニア州ワイデンに拠点を置くエルクリバー・コール＆ランバー社とバッファロー・クリーク＆ゴーリー鉄道社の経営顧問を務めた。
1957年8月15日、カリフォルニア州ロスガトスで死去し、サウスダコタ州ラピッドシティのマウンテンビュー墓地に埋葬された。